# 발할라 나이츠 엘더 사가
발할라 나이츠 엘더 사가(일본어: ヴァルハラナイツ エルダールサーガ, 영어: Valhalla Knights: Eldar Saga)는 WBA 인터렉티브의 Wii 로 이식한 게임 소프트웨어이다.